# Тлехас, Мугдин Салихович

Н. Шпиталенко, Л. Симатов, М. Тлехас, М. Хут, полковник А. Дорофеев в День Октябрьской Революции в Майкопе 1988

Тлехас Мугдин Салихович (адыг. Лӏыхас Салихь ыкъо Мухьдин, род. 20 июля 1941, Гатлукай, Адыгея) — советский государственный и политический деятель. Последний председатель Адыгейского областного исполнительного комитета.

## Биография
Родился 20 июля 1941 года в ауле Гатлукай Теучежского района. Член КПСС.
С 1959 года участвовал в общественной и политической работе. В 1959—1965 годах — тракторист колхоза «Путь Ильича» Теучежского района. Затем занимал различные должности в управлении сельского хозяйства Теучежского района.
После этого избирался первым секретарём Теучежского райкома КПСС и председателем Исполнительного комитета Областного Совета Адыгейской автономной области. 
В 1980 году был избран тринадцатым председателем Адыгейского облисполкома и занимал эту должность до его упразднения в 1992 году. 
Избирался депутатом Верховного Совета РСФСР 10-го и 11-го созывов, народным депутатом РСФСР и членом Верховного Совета Российской Федерации (1990—1993). 
После распада СССР являлся членом Комиссии Совета Национальностей по вопросам социального и экономического развития республик в составе РФ, автономных областей, округов и малочисленных народов и занимал должность первого заместителя председателя Государственного Комитета по земельным ресурсам и землестроительству республики Адыгея.